# Unimak Island
Unimak Island er den største ø i øgruppen Aleuterne, der er en del af Alaska i USA.

## Geografi
Det er den østligste af Aleuterne og har et areal på 4.069,9 km2, og det er således den niendestørste ø i USA og den 134. største ø i verden. På øen ligger Mount Shishaldin, der er en af verdens ti mest aktive vulkaner. Ifølge United States Census Bureau boede der 64 personer ved en folketælling i 2000, og de var alle bosat i byen False Pass i den østlige del af øen. Cape Lutke er hovedlandet på øen. Cape Pankof ligger på den yderste sydvestlige del af øen.
Fisher Caldera er et vulkankrater midt på den vestlige del af Unimak. Det har navn efter den amerikanske geolog Bernard Fisher, der arbejdede for United States Geological Survey og som blev dræbt i Umnak Pass.
Mount Westdahl, på 1.654 m, er en stratovulkan i Aleutian Range, ligger også på øen..
I 1980 blev 370.000 ha. af øen udpeget til at blive bibeholdt som. Dette område drives af United States Fish and Wildlife Service.

## Flora og fauna
Da faunaen i stor grad ligesom pår esten af Alaskahalvøen, og den er således alsidig med landlevende pattedyr som kodiakbjørne og rensdyr. Vest for Unimak Island er det største lanlevende pattedyr den røde ræv. Langs kysterne findes sæler og hvalroser.

## Bebyggelse
Hele øens befolkning bor i False Pass, der dermed også er den eneste by. Her er en havn, og en stor del af arbejdsstyrken er beskæftiget med fiskeri.
I 1903 blev fyrtårnet Scotch Cap Light opført og det blev bemandet af US Coast Guard. Den 1. april 1946, under jordskælvet på Aleuterne 1946, blev fyrtårnet ramt af en tsuname. Selvom det stod omkring 30 m oppe blev det revet med ud i havet, og fem ansatte blev dræbt.
Der findes også et andet fyrtårn på øen ved navn Cape Sarichef Light.
Øens eneste lufthavn er Cape Sarichef Airport, der blev anlagt i 1958 af United States Air Force.

## Galleri
- Cape Lutke
- Cape Sarichef
- Bebyggelse i False Pass
- Havnen i False Pass
- Den aktive vulkan Mount Shishaldin er øens højeste punkt
- Mount Wesdahl er en anden vulkan på øen.